# Mário Ruivo
Mário João de Oliveira Ruivo GOSE • GOIH • GCM (Campo Maior, 3 de março de 1927 – Lisboa, 25 de janeiro de 2017), mais conhecido por Mário Ruivo, foi um político português, pioneiro na defesa do oceano e no lançamento das temáticas ambientais em Portugal. Deixa como legado o compromisso com uma relação mais harmoniosa entre a sociedade e o oceano, através das ciências oceânicas.

## Biografia
Mário Ruivo foi um humanista português, precursor na defesa dos oceanos, das questões ambientais e de cidadania.
Foi dirigente da Direção Universitária de Lisboa, do MUD Juvenil, na década de 1940, tendo estado preso em 1947 por atividades contra a ditadura. Formado em Biologia pela Faculdade de Ciências da Universidade de Lisboa no ano de 1950, especializou-se em oceanografia biológica e gestão de recursos vivos na Universidade Paris-Sorbonne (1951-54), tendo desenvolvido os eus estudos em Portugal e em diversos países europeus. Regressado a Portugal, integrou o conselho editorial da Revista Seara Nova.
Foi diretor da Divisão de Recursos Aquáticos e do Ambiente do Departamento de Pescas da Organização das Nações Unidas para Alimentação e Agricultura (1961-74), sediado em Roma.
Foi Ministro dos Negócios Estrangeiros no V Governo Provisório (1975) e Secretário de Estado das Pescas nos II, III e IV Governos Provisórios (1974-75).
Entre 1975 e 1979 foi Director-Geral dos Recursos Aquáticos e Ambiente do Ministério da Agricultura e Pescas e Chefe da Delegação Portuguesa à Conferência das Nações Unidas sobre o Direito do Mar (1974-78). Foi Secretário da Comissão Oceanográfica Intergovernamental da UNESCO (1980-88), membro do Conselho Consultivo da Junta Nacional de Investigação Científica e Tecnológica - SFCT (1986-95) e presidente da Comissão de Avaliação e Controle Independente - Projecto COMBO, MEPAT (1996-97). Foi também coordenador da Comissão Mundial Independente para os Oceanos (1995-98) e membro da Comissão Estratégica dos Oceanos (2003-2004), bem como conselheiro científico da Expo 98, dedicada ao tema “Os Oceanos, um Património para o Futuro”.
Foi membro do “Board of Trustees do International Ocean Institute” e vice-presidente da Associação Europeia da Ciência e Tecnologia do Mar.
Esteve na criação e presidiu à Eurocean – European Centre for information on Marine Science and Technology, em 2002, organização que procura promover a troca de informação na área das ciências e tecnologias do mar, com sede em Lisboa.
Foi membro da Direção do Centro Nacional de Cultura, membro da Sociedade de Geografia de Lisboa e membro vitalício do Conselho Geral da Fundação Mário Soares, entre outros cargos relevantes.
Foi, até ao seu falecimento em 2017, presidente da Comissão Oceanográfica Intersectorial do Ministério da Ciência, Tecnologia e Ensino Superior, presidente do Conselho Nacional do Ambiente e do Desenvolvimento Sustentável e presidente do Fórum Permanente para os Assuntos do Mar.
Morreu a 25 de janeiro de 2017, em Lisboa, aos 89 anos de idade.
Em 2012, a Eurocean lançou o Prémio Mário Ruivo com o objetivo de chamar a atenção para a importância do oceano e dos serviços que presta à humanidade. 
Em 2018, o Ministério do Mar lançou o prémio “Mário Ruivo – Gerações Oceânicas”, para promover o conhecimento sobre o oceano entre os jovens, alertando para a sua importância no quotidiano e no futuro da humanidade.  

### Condecorações[7][8]
- Grande-Oficial da Ordem do Infante D. Henrique de Portugal (21 de agosto de 1990)
- Grande-Oficial da Ordem do Mérito de Malta (3 de março de 1995)
- Grande-Oficial da Antiga, Nobilíssima e Esclarecida Ordem Militar de Sant'Iago da Espada, do Mérito Científico, Literário e Artístico de Portugal (9 de junho de 1998)
- Grã-Cruz da Ordem Nacional do Mérito Científico do Brasil (outubro de 1998)
- Grã-Cruz da Ordem do Mérito de Portugal (9 de julho de 1999)
- Cavaleiro da Ordem Nacional da Legião de Honra de França.[9]

## Distinções
- Medalha de Ouro da Foundation for International Studies (1996)
- Açor de Cristal atribuído pela Mostra Atlântica de Televisão (1997)
- Prémio "Prestígio" (1997)
- Prémio Bordalo de Honra da Casa da Imprensa (2000)
- Prémio Carreira - Prémio Nacional do Ambiente (2007)
- Doutor Honoris Causa pela Universidade dos Açores (Janeiro de 2010) [10]
- Medalha de Mérito Municipal Grau Ouro da Câmara Municipal de Campo Maior (2010)
- Prémio Internacional Terras sem Sombra - Biodiversidade (2011)
- Insígnia Autonómica de Reconhecimento, Assembleia Legislativa da Região Autónoma dos Açores (2013) [11]
- Prémio Cidadão Europeu (2015), pelo Parlamento Europeu, pelo seu contributo para a "promoção do entendimento e a integração de cidadãos na União Europeia e a cooperação entre países" [12]
- Doutor Honoris Causa pela Universidade do Algarve (Dezembro de 2016) [13]

## Obras
- Sobre as populações e migrações da sardinha - "clupea pilchardus walb" - da costa portuguesa (1950);
- Contribuição para o estudo das relações entre os comprimentos do bacalhau (gadus callarias L.) inteiro, escalado e verde, pescado na Terra-Nova (1957);
- Dom Carlos de Bragança, naturalista e oceanógrafo (1958);
- Aparelhos e métodos de pesca à linha usados na frota bacalhoeira portuguesa (com António Nunes de Oliveira) (2011);
- Do mar oceano ao mar português (2015).